# Inte bara morsa
Inte bara morsa, med titeln Grace Under Fire i original, var en amerikansk situationskomedi som visades på tevebolaget ABC mellan åren 1993 och 1998. I Sverige hade serien premiär på TV4 hösten 1995. Den skapades av producenten Chuck Lorre som senare även gjorde Big Bang Theory och Två och en halv män. Den utspelar sig i en "icke-namngiven stad" i Missouri (USA).    
Serien handlade om den ofrivilligt ensamstående trebarnsmodern (fadern till barnen hade misshandlat henne under en längre tid) Grace "Gracie" Kelly, som dessutom var nykter alkoholist som lämnade och arbetade på det mansdominerade lokala oljeraffinaderiet. Grace Kelly spelades av ståuppkomikern Brett Butler. Dottern Libby Kelly spelades av Kaitlin Cullum som fick flera utmärkelser för rollen.
Serien lades plötsligt ner år 1998 efter flera kontroverser bakom kulisserna. Totalt gjordes 112 avsnitt.
Titelsången i början (vinjetten) är "Lady Madonna" skriven av John Lennon and Paul McCartney.